# Heihe
Heihe (en chino, 黑河; pinyin, Hēihé, en ruso: Хэйхэ, romanizado: Kheykhe) es una ciudad-prefectura situada en la región noreste de la provincia de Heilongjiang, República Popular China. Se encuentra en la frontera con Rusia, en la orilla sur del río Amur, frente a la ciudad rusa de Blagovéshchensk, situada en la orilla norte. Heihe tiene un área total de 54 390 km² y una población total de 1,74 millones (2010).
Heihe es uno de los puntos principales de la Línea Heihe-Tengchong.

## Administración
La ciudad prefectura de Heihe se divide en 10 localidades que se administran en 1 distrito urbano, 2 ciudades suburbanas y 3 condados rurales:
- Distrito Aihui 爱辉区 Àihuī Qū
- Ciudad Bei'an 北安市 Běi'ān Shì
- Ciudad Wudalianchi 五大连池市 Wǔdàliánchí Shì
- Condado Nenjiang 嫩江县 Nenjiang Xiàn
- Condado Xunke 逊克县 Xùnkè Xiàn
- Condado Sunwu 孙吴县 Sūnwú Xiàn

## Toponimia
Heihe [/Jéi·Jo/] antes era conocida como Heilongjiang Cheng (黑龙江城) literalmente 'la ciudad del Río Dragón negro' o de manera simplificada Heihe (黑河) 'río Negro', es el nombre para el río Amur en chino y manchú, respectivamente.

## Historia
Heihe es una de las cinco ciudades más antiguas de la provincia de Heilongjiang. Los primeros asentamientos humanos se establecieron en Heihe en el Paleolítico, luego se convirtió en el hogar de las tribus locales. Durante la dinastía Qing, éste fue el primer lugar donde las tropas enviadas a Heilongjiang estaban establecidas.
El predecesor de la actual Heihe era la ciudad establecida en 1683 a unos 30 km al sur del sitio de la ciudad moderna (en Aihui, hoy distrito) y era conocida como Aigun, Heilongjiang, o Saghalien Ula. Desde 1683 hasta 1690, Aigun fue la capital (la sede del Gobierno Militar) de la provincia de Heilongjiang.

## Clima
La ciudad está construida entre montañas onduladas y cruzando valles de ríos. Montañas de media y baja altitud constituyen los panoramas principales del relieve de Heihe. Heihe se encuentra junto a los pastizales del frío, viento de Siberia, por eso tiene un clima templado frío monzónico con inviernos largos y fríos y veranos cortos y frescos. Su temperatura media anual es de alrededor de 1 °C.
| Parámetros climáticos promedio de Heihe     | Parámetros climáticos promedio de Heihe | Parámetros climáticos promedio de Heihe | Parámetros climáticos promedio de Heihe | Parámetros climáticos promedio de Heihe | Parámetros climáticos promedio de Heihe | Parámetros climáticos promedio de Heihe | Parámetros climáticos promedio de Heihe | Parámetros climáticos promedio de Heihe | Parámetros climáticos promedio de Heihe | Parámetros climáticos promedio de Heihe | Parámetros climáticos promedio de Heihe | Parámetros climáticos promedio de Heihe | Parámetros climáticos promedio de Heihe |
| Mes                                         | Ene.                                    | Feb.                                    | Mar.                                    | Abr.                                    | May.                                    | Jun.                                    | Jul.                                    | Ago.                                    | Sep.                                    | Oct.                                    | Nov.                                    | Dic.                                    | Anual                                   |
| ------------------------------------------- | --------------------------------------- | --------------------------------------- | --------------------------------------- | --------------------------------------- | --------------------------------------- | --------------------------------------- | --------------------------------------- | --------------------------------------- | --------------------------------------- | --------------------------------------- | --------------------------------------- | --------------------------------------- | --------------------------------------- |
| Temp. máx. abs. (°C)                        | -0.5                                    | 7.1                                     | 20.4                                    | 26.1                                    | 35.1                                    | 35.6                                    | 37.2                                    | 33.2                                    | 31.1                                    | 24.2                                    | 12.5                                    | 1.1                                     | 37.2                                    |
| Temp. máx. media (°C)                       | −16.6                                   | −10.1                                   | −0.9                                    | 10.4                                    | 19.2                                    | 25.1                                    | 27.1                                    | 24.7                                    | 18.7                                    | 8.6                                     | −5.1                                    | −15.0                                   | 7.2                                     |
| Temp. media (°C)                            | −23.2                                   | −18.0                                   | −8.3                                    | 3.5                                     | 11.9                                    | 18.2                                    | 20.8                                    | 18.3                                    | 11.6                                    | 1.9                                     | −11.2                                   | −20.9                                   | 0.4                                     |
| Temp. mín. media (°C)                       | −27.4                                   | −22.5                                   | −13.0                                   | −1.7                                    | 6.1                                     | 13.2                                    | 16.8                                    | 14.6                                    | 7.3                                     | −2.0                                    | −14.6                                   | −24.6                                   | −3.9                                    |
| Temp. mín. abs. (°C)                        | −44.5                                   | −40.9                                   | −32.8                                   | −19.1                                   | −8.4                                    | 1.7                                     | 7.9                                     | 4.0                                     | −5.3                                    | −19.1                                   | −32.8                                   | −38.9                                   | −44.5                                   |
| Precipitación total (mm)                    | 4.1                                     | 3.0                                     | 5.7                                     | 25.2                                    | 41.1                                    | 86.0                                    | 131.0                                   | 121.4                                   | 65.4                                    | 23.5                                    | 9.1                                     | 6.3                                     | 521.8                                   |
| Días de lluvias (≥ 0.1 mm)                  | 0.09                                    | 0.03                                    | 0.5                                     | 8                                       | 13                                      | 15                                      | 15                                      | 16                                      | 14                                      | 7                                       | 0.3                                     | 0                                       | 89                                      |
| Días de nevadas (≥ 1 mm)                    | 11                                      | 7                                       | 8                                       | 6                                       | 1                                       | 0                                       | 0                                       | 0                                       | 0                                       | 5                                       | 10                                      | 12                                      | 60                                      |
| Horas de sol                                | 139.5                                   | 194.9                                   | 226.3                                   | 222.0                                   | 251.1                                   | 255.0                                   | 226.3                                   | 226.3                                   | 168.0                                   | 189.1                                   | 156.0                                   | 124.0                                   | 2378.5                                  |
| Humedad relativa (%)                        | 73                                      | 68                                      | 62                                      | 55                                      | 55                                      | 69                                      | 76                                      | 78                                      | 72                                      | 61                                      | 67                                      | 74                                      | 67.5                                    |
| Fuente: China Meteorological Administration |                                         |                                         |                                         |                                         |                                         |                                         |                                         |                                         |                                         |                                         |                                         |                                         |                                         |